# 賴藝
賴藝（1990年11月29日—），中国男演员。現為嘉行傳媒旗下藝人。

## 生平
賴藝畢業於北京电影学院表演系09级本科，甫畢業便加入由楊冪主理的嘉行傳媒，成為旗下藝人。2015年，他參與特摄片《鎧甲勇士捕將》，飾演主角「南宫信一」，其後亦參演劇集《三生三世十里桃花》裡大師兄「疊風」一角，漸漸為人所認識。2018年，他分別在《烈火如歌》及《扶搖》中擔演暗河宫宫主「暗夜罗」和復仇醫聖「宗越」，因演技出眾而再受到關注。

## 演出作品

### 劇集
| 首播   | 劇名                     | 角色           | 备注     |
| ------ | ------------------------ | -------------- | -------- |
| 2015年 | 鎧甲勇士捕將             | 南宫信一       |          |
| 2017年 | 三生三世十里桃花         | 叠风           |          |
| 2017年 | 囧女翻身之嗨如花         | 文初           |          |
| 2018年 | 谈判官                   | 谢晓天         |          |
| 2018年 | 烈火如歌                 | 暗夜罗         |          |
| 2018年 | 扶摇                     | 宗越           |          |
| 2019年 | 全職高手                 | 包榮興（包子） | 網絡劇   |
| 2020年 | 九流霸主                 | 李清流         | 網絡劇   |
| 2021年 | 千古玦尘                 | 古君           | 網絡劇   |
| 2022年 | 且试天下                 | 皇朝           | 網絡劇   |
| 2022年 | 好好說話                 | 罗修           |          |
| 2022年 | 良辰好景知幾何           | 莫偉毅         |          |
| 2022年 | 請君                     | 誅戎           | 網絡劇   |
| 2023年 | 姜小梨的口紅             | 庄漠           | 網絡短劇 |
| 2024年 | 柳舟记                   | 崔行迪         |          |
| 2024年 | 锦衣夜行(2015年拍攝)     | 蒙天           |          |
| 2024年 | 永夜星河                 | 陶螢           | 網絡劇   |
| 2024年 | 婚内婚外                 | 李响           | 網絡劇   |
| 2025年 | 三生三世：幽思燃烬忘川路 | 葉墨瑾         | 短劇     |
| 待播   | 阵地                     |                |          |
| 待播   | 狐妖小红娘王权篇         |                | 網絡劇   |

### 電影
| 首映   | 電影名       | 角色     |
| ------ | ------------ | -------- |
| 2015年 | 我是证人     | 镜 框    |
| 2016年 | 鎧甲勇士捕王 | 南宫信一 |
| 待上映 | 81封信       |          |

## 資料來源
1. ↑  楊冪下血本捧新人[永久]，《星島日報》，2018年7月10日
2. ↑  《铠甲勇士捕将》首播 赖艺热血出击召唤英雄梦 （页面存档备份，存于），《腾讯娱乐》，2015年11月27日
3. ↑  《三生》赖艺浩然正气 诠释霸气大师兄 （页面存档备份，存于），《新浪網》，2017年2月8日
4. ↑  赖艺专访：《烈火如歌》暗夜罗竟然是萌萌哒小逗比？ （页面存档备份，存于），《搜狐网》，2018年3月21日
5. ↑  《扶搖》復仇醫聖爆紅！　私下超愛「霹靂布袋戲」：原諒我入坑 （页面存档备份，存于），《ETtoday新聞雲》，2018年7月9日
6. ↑  . 2015-09-07. 已忽略文本“work腾讯娱乐” (帮助)

## 外部連結
- 賴藝的新浪微博
- 賴藝在豆瓣上的资料（简体中文）
- 賴藝在时光网上的簡介（简体中文）
- 嘉行傳媒上赖艺的簡介 （页面存档备份，存于）